# ناوکی تاکاهاشی
ناوکی تاکاهاشی (انگلیسی: Naoki Takahashi؛ زادهٔ ۸ اوت ۱۹۷۶) بازیکن فوتبال اهل ژاپن است.
از باشگاه‌هایی که در آن بازی کرده‌است می‌توان به باشگاه فوتبال آلبیرکس نیگاتا اشاره کرد.